# Галицьке намісництво

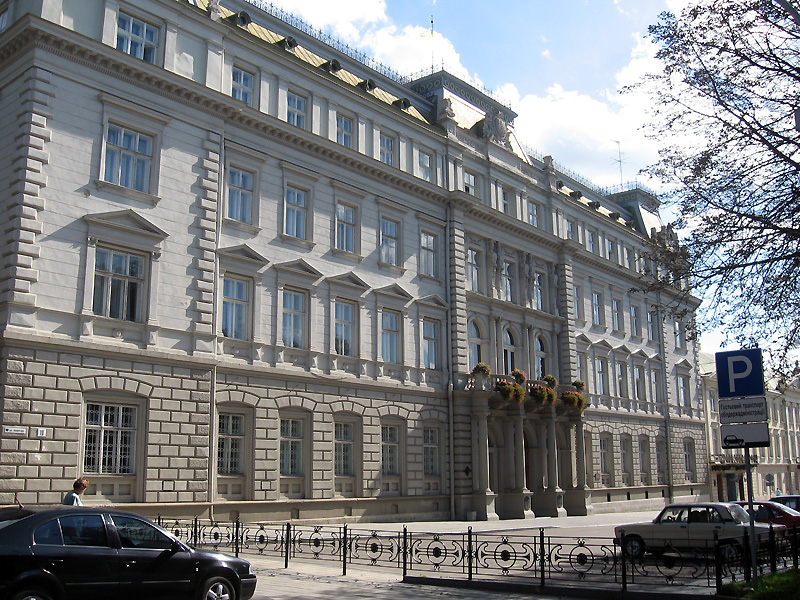
Будинок Галицького намісництва. Сучасне фото (тепер Львівські обласна рада, ОДА)

Цісарсько-королівське Намісництво у Королівстві Галичини та Володимирії (відоміше, як Галицьке намісництво) — вищий орган виконавчої влади в Королівстві Галичини та Володимирії, частині Австрійської (потім Австро-Угорської) імперії.
Галицьке намісництво було запроваджене 1849 року, разом з 9 подібними намісництвами у 9 австрійських коронних краях. Очолював намісництво призначений імператором (цісарем) намісник (перед тим були губернатори). Майже всі галицькі намісники (11 з 17) були польськими магнатами, які проводили у Східній Галичині політику спольщення. Першим галицьким намісником був Аґенор Ромуальд Ґолуховський (займав цю посаду у 1849—1859, 1866—1868, 1871—1875 роках).
Територія Галицького намісництва поділялася на повіти, яких у Східній Галичині було 50. Повітами керували старости, що підлягали намісникові.
Апарат Галицького намісництва складався з департаментів, кількість яких протягом другої половини 19 століття коливалася від 8 до 17. На початку 20 століття їх кількість зросла, в 1908 році Галицьке намісництво налічувало 24, у 1912 — 37 департаментів.
При намісництвах існувало чимало інших різних установ, безпосередньо йому підлеглих, через які воно втілювало як акти центральних органів влади й управління, так і свої власні директиви.
Намісництво припинило свою діяльність 1 листопада 1918 у зв'язку з перемогою української національно-демократичної революції в Галичині. Останній намісник граф Карл фон Гуйн офіційно передав владу Українській національній раді ЗУНР.